# Вінні Пацієнца
Вінченцо Едвард Пацієнца (англ. Vincenzo Edward Pazienza, відомий як Вінні Пац (англ. Vinny Paz); 16 грудня 1962) — американський професійний боксер. Чемпіон світу за версією IBF (1987—1988) в легкій вазі, за версією WBA (1991—1992) в першій середній вазі та за версією IBO (1993—1994) в другій середній вазі.

## Професіональна кар'єра
1983 року дебютував на професійному рингу. Його перший бій за титул чемпіона світу відбувся 7 червня 1987 року, коли він переміг одностайним рішенням Грега Гаугена в 15-раундовому бою і став чемпіоном світу за версією IBF в легкій вазі. Він зустрічався з Гаугеном ще двічі: втратив титул у матчі-реванші 6 лютого 1988 року і переміг у 10-раундовому нетитульному бою 5 серпня 1990 року.
Паціенца тричі зазнав невдачі в боях за титул у першій напівсередній вазі: 7 листопада 1988 року в бою проти чемпіона світу WBC Роджера Мейвезера, 3 лютого 1990 року проти чемпіона WBO Гектора Камачо та 1 грудня 1990 року проти чемпіона світу WBA Лорето Гарзи.
1 жовтня 1991 року в бою проти француза Жільбера Деле завоював титул чемпіона WBA в першій середній вазі і став другим бійцем в історії боксу після Роберто Дюрана, який виграв звання чемпіона світу як у легкій, так і в середній вазі.
Паціенца був змушений відмовитися від титулу через серйозну автомобільну аварію, в якій він зламав шию. Лікарі повідомили йому, що він, можливо, більше ніколи не буде ходити і, безумовно, більше ніколи не буде битися. Пацієнца довелося носити медичний пристрій під назвою «Halo» — круглу металеву скобу, яка вгвинчується в череп у чотирьох точках і підтримується чотирма металевими стрижнями. Йому прикручували Halo до черепа впродовж трьох місяців, протягом яких він дотримувався режиму тренувань всупереч вказівкам лікарів. Через тринадцять місяців після аварії 15 грудня 1992 року він повернувся на ринг та переміг майбутнього чемпіона WBC в першій середній вазі домініканця Луїса Сантана у 10-раундовому поєдинку. На основі цих подій 2016 року був знятий фільм «За кров до перемоги».